# 松原湖駅
松原湖駅（まつばらこえき）は、長野県南佐久郡小海町大字豊里にある、東日本旅客鉄道（JR東日本）小海線の駅である。
駅の標高は986 mで、JRの駅の中で9番目に高い。

## 歴史
- 1932年（昭和7年）12月27日：鉄道省小海線（その後、小海北線を経て小海線）小海駅 - 佐久海ノ口駅間の開通に伴い、開業（一般駅）[3]。
- 1960年（昭和35年）6月1日：貨物の取り扱いを廃止[4]。
- 1963年（昭和38年）11月1日：電報取扱廃止[5]。
- 1970年（昭和45年）10月1日：荷物の扱いを廃止[6]。無人駅となる[7]。
- 1987年（昭和62年）4月1日：国鉄分割民営化により、JR東日本の駅となる[8]。

## 駅構造
単式ホーム1面1線を有する地上駅である。当初は行き違いが可能な駅であった。
無人駅である。

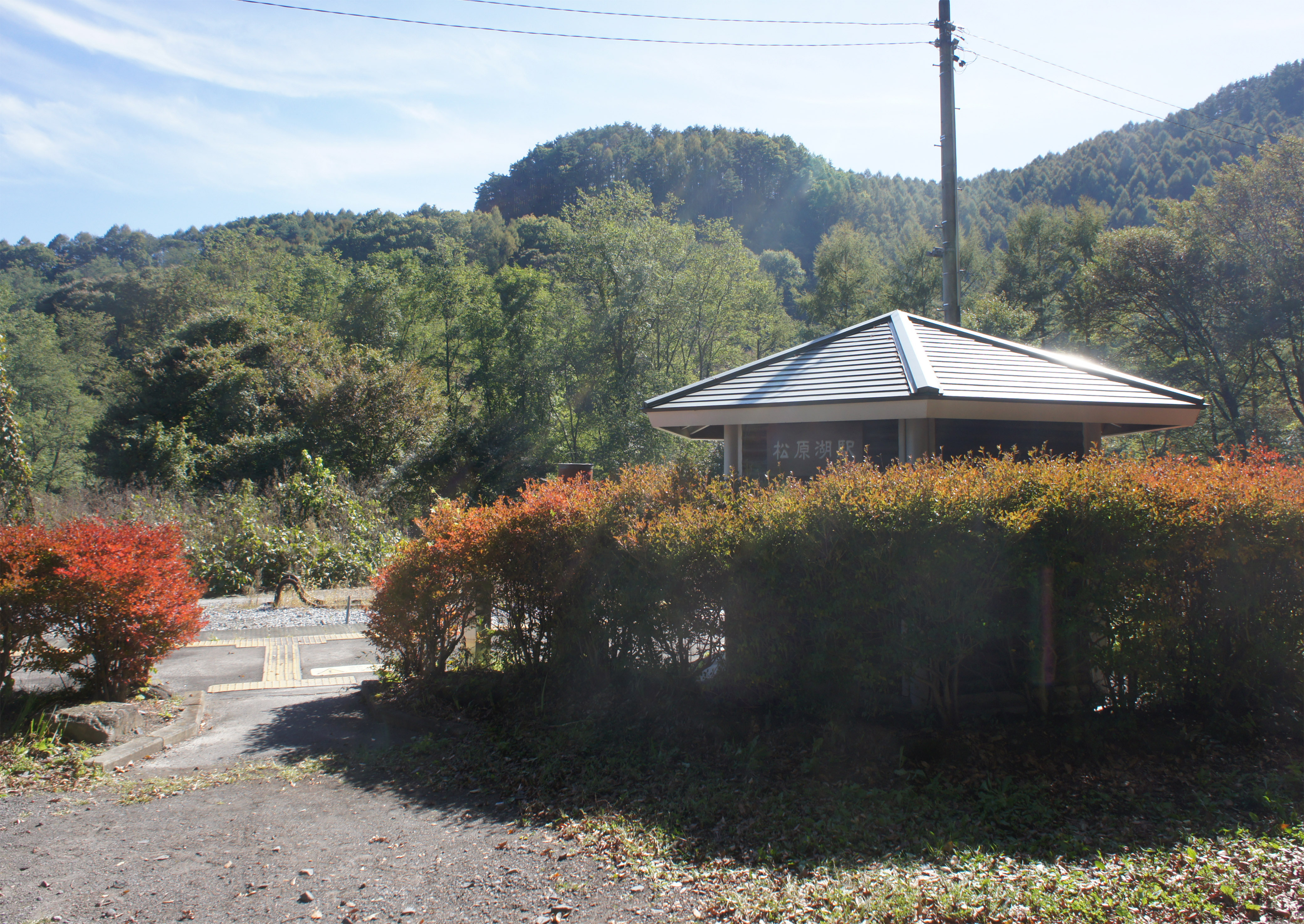
駅出入口（2021年10月）
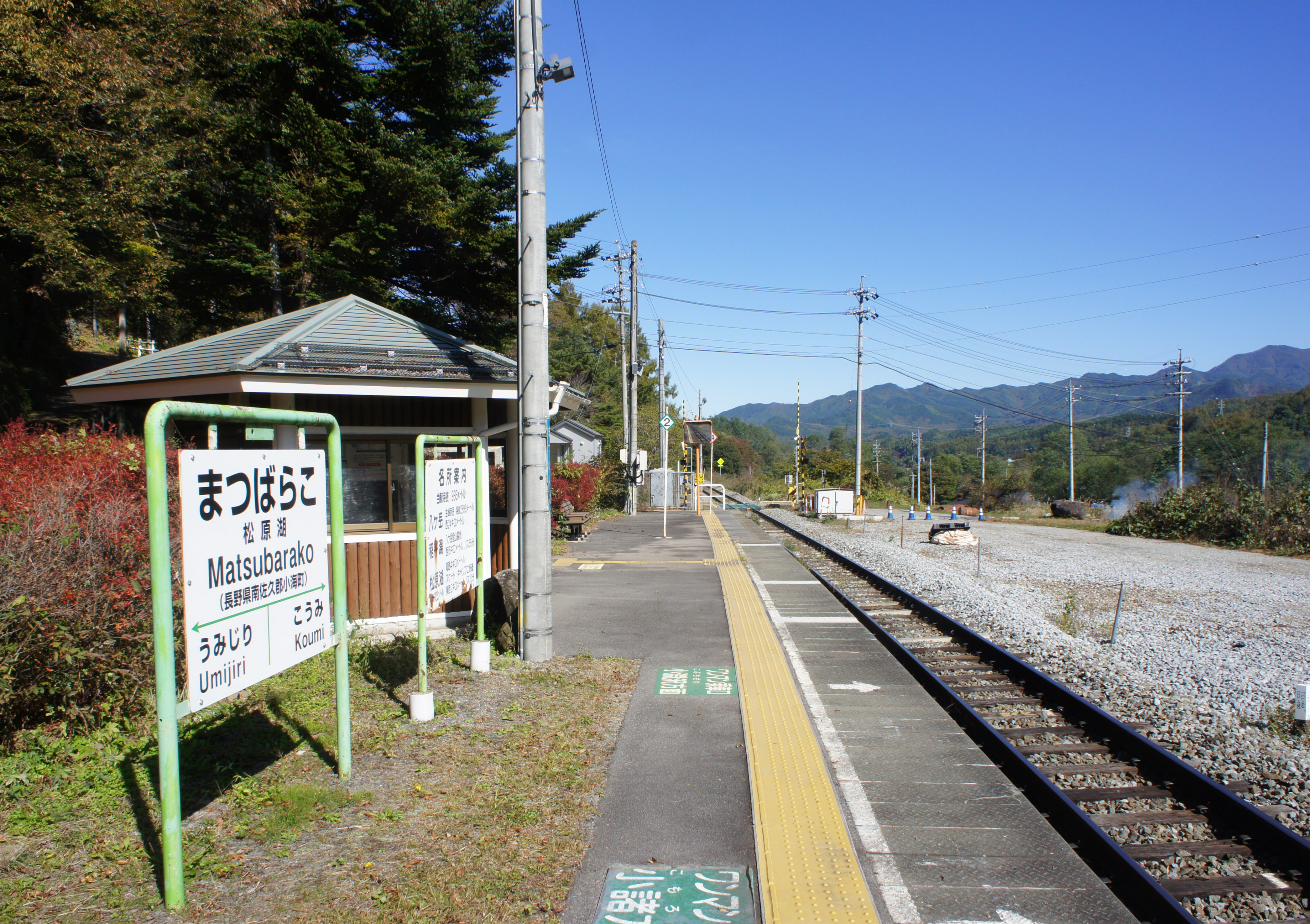
ホーム（2021年10月）

## 利用状況
2007年度（平成19年度）、2009年度（平成21年度）- 2011年度（平成23年度）の1日平均乗車人員の推移は以下のとおりであった。なお、当駅は小海線内でも特に利用客が少ない駅である。
| 乗車人員推移       | 乗車人員推移     | 乗車人員推移 |
| 年度               | 1日平均 乗車人員 | 出典         |
| ------------------ | ---------------- | ------------ |
| 2007年（平成19年） | 15               | [ 1 ]        |
| 2009年（平成21年） | 11               | [ 1 ]        |
| 2010年（平成22年） | 12               | [ 10 ]       |
| 2011年（平成23年） | 11               | [ 11 ]       |

## 駅周辺
駅名にある「松原湖」までは2 km離れている。
- 国道141号
- 千曲川

## 隣の駅
東日本旅客鉄道（JR東日本）
■小海線
海尻駅 - 松原湖駅 - 小海駅